# Polypogon magellanicus
Polypogon magellanicus is een soort uit de grassenfamilie (Poaceae). De soort heeft een circumpolair verspreidingsgebied en is inheems op vele sub-antarctische eilanden en aan de Zuidelijke Oceaan grenzende kusten.
Hij komt voor in het zuidwesten van het Zuidereiland van Nieuw-Zeeland en op de Antipodeneilanden, de Aucklandeilanden en op Campbell-eiland. Verder komt hij ook voor op Macquarie-eiland, de Falklandeilanden, de Kerguelen, de Crozeteilanden, de Prins Edwardeilanden en op Vuurland (Tierra del Fuego) in het zuidelijkste uiteinde van Zuid-Amerika.
In Nieuw-Zeeland groeit de soort in subalpiene en alpiene habitats op steenachtige of rotsachtige bodems. Op de sub-antarctische eilanden groeit de soort op lagere hoogtes in veenachtige gebieden tussen mossen en kussenvormende planten, of als verspreide kleine plantjes in fellfields (alpiene of toendrahellingen die regelmatig worden blootgesteld aan wind en vorst). 

## Synoniemen
- Agrostis antarctica Hook.f.
- Agrostis araucana Phil.
- Agrostis chonotica Phil.
- Agrostis cognata Steud.
- Agrostis macrathera Phil.
- Agrostis magellanica Lam.
- Agrostis magellanica var. antarctica (Hook.f.) Franch.
- Agrostis magellanica var. cognata (Steud.) Macloskie
- Agrostis magellanica subsp. laeviuscula C.E.Hubb.
- Agrostis multiculmis Hook.f.
- Agrostis rinihuensis Phil.
- Vilfa magellanica (Lam.) P.Beauv.